# Bad Oberdorf
Bad Oberdorf (före år 1900 Oberdorf) är en Ortsteil i Bad Hindelang i det tyska distriktet Oberallgäu i förbundslandet Bayern. I Bad Oberdorf finns Friedenshistorisches Museum, ett museum som minner om personer som verkat för fred.